# 狐突庙
狐突庙，位于中国山西省太原市清徐县马峪乡西马峪村北，是一座祭祀春秋时期晋国大夫狐突的古老庙宇。已公布为全国重点文物保护单位。

## 历史
狐突庙始建于北宋宣和五年（1123年），金明昌元年（1190年）、元朝至元二十六年（1289年）重修。明朝正德年间和嘉靖十四年（1535年）扩建。

## 建筑
狐突庙为坐北朝南的前后两进院落建筑，现仅存献殿、正殿及碑廊。
原戏台位于中轴线南端，建于明正德十六年（1521年），于1980年代焚毁。
献殿建于明正德十年（1515年）。面阔七间，单檐硬山顶，比例扁宽。山墙绘有壁画。献殿及两侧碑廊有石碑记载狐突故事及该庙建制历史。
狐突庙正殿包括前部的朝堂和后部的寝宫。前堂系明嘉靖十四年（1535年）扩建，面阔三间，单檐卷棚悬山顶，明间悬匾“三晋名臣”；寝宫面阔三间，斗拱四铺作，单檐歇山顶。殿内存元代狐突夫妇彩塑。

## 壁画
狐突庙献殿东、西两侧山墙绘壁画60平方米，西墙为利应侯出巡布雨图，描绘乌云滚滚，电闪雷鸣，龙王骑龙，夜叉持伞，狐突左手执杯，右手扬拂施甘露。东墙为施雨回宫图。

## 保护
2006年5月25日，狐突庙被国务院公布为第六批全国重点文物保护单位，编号6-0362-3-065。